# بيير بانغورا
بيير بانغورا هو لاعب كرة قدم غيني في مركز الدفاع، ولد في 1938 في كوناكري في غينيا، وتوفي بنفس المكان في 7 أغسطس 2016.

## وصلات خارجية
- بيير بانغورا على موقع الاتحاد الدولي (مؤرشف)  (الإنجليزية)
- بيير بانغورا على موقع ناشيونال فوتبول تيمز (الإنجليزية)
- بيير بانغورا على موقع عالم كرة القدم.نت (الإنجليزية)
- بيير بانغورا على موقع أوليمبيديا (الإنجليزية)